# Phoroncidia biocellata
Phoroncidia biocellata är en spindelart som först beskrevs av Simon 1893.  Phoroncidia biocellata ingår i släktet Phoroncidia och familjen klotspindlar. Inga underarter finns listade i Catalogue of Life.